# Joseph Schnaittach

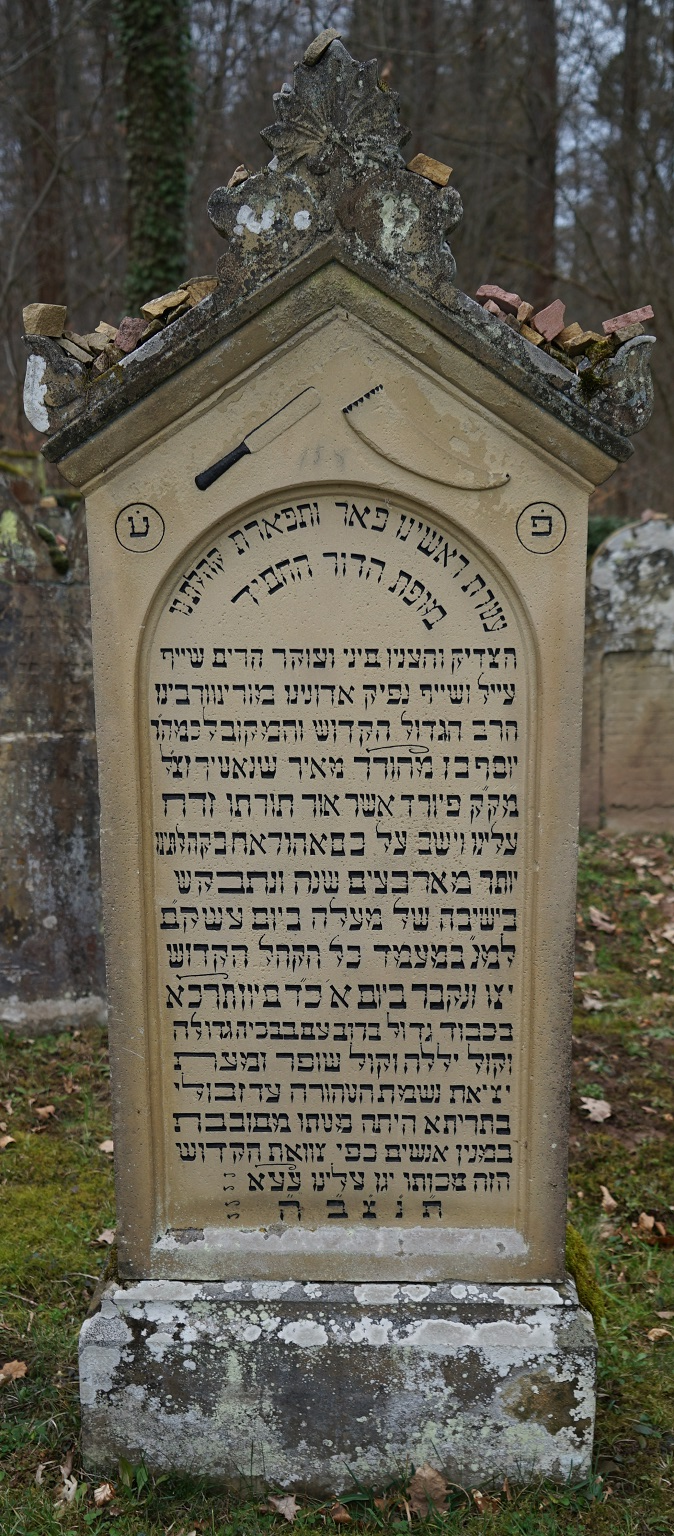
Mazewa des Joseph Mayer Schnaittach (2023)

Joseph Mayer Schnaittach(er), auch genannt RIBaM (Rabbi Joseph ben Meir; geboren am 13. September 1774 in Fürth; gestorben am 31. Mai 1861 in Freudental) war ein württembergischer Kabbalist und Rabbiner in Braunsbach und Freudental. Er galt als Wundertäter.

## Leben
Joseph Mayer war Sohn des Glasbelegers Mayer Joseph (Schnattacher) und der Eva Schnaittacher. Er wuchs in Schnaittach auf und wurde Schüler von Nathan Adler in Frankfurt sowie von Oberrabbiner Meschullam Kohn in Fürth. Am 19. Februar 1795 heiratete Mayer Telzele, eine Tochter des Rabbiners Abraham Wittelshofen aus Ansbach. Nach ihrem Tod wurde Ella (1787–1846), Tochter des Juda Levi aus Mergentheim, seine zweite Ehefrau. Die dritte Ehe ging er mit Sara Hirsch Levi (1812–1881) aus Freudental ein. Alle Ehen blieben kinderlos.
Mayer wurde 1805 Rabbiner in Braunsbach. Im Jahr 1821 wechselte er nach Freudental. Später noch kamen die Gemeinden in Horkheim, Talheim, Aldingen und Zaberfeld hinzu. Der Talheimer Rabbinatsvertrag von 1828 ist noch erhalten. In Freudental erfüllte Mayer seine Aufgaben „zur vollen Zufriedenheit der Gemeindemitglieder“.
Nach geänderten Bestimmungen hatte sich Mayer am 26. März 1834 einer Rabbinerprüfung in Stuttgart zu unterziehen. Eine Fristverlängerung um fünf Jahre zur Fortbildung, war ihm von der Israelitischen Oberkirchenbehörde verweigert worden. Wegen „durchaus unzureichender Kenntnisse“ ohne eine einzige gute Noten wurde er nach der Prüfung sofort aus dem Dienst entlassen. In zwei Prüfungsgebieten waren seine Noten „unzureichend“, in vier Gebieten erhielt er die Note „zureichend a“, nur seine Kenntnisse im Gebiet „Talmud und jüdische Ritualgesetze“ wurden mit „zureichend b“ bewertet. Seligmann Grünwald, einer der beiden Prüfer, übernahm bis Februar 1836 die freie Position stellvertretend zusätzlich zu seiner Position in Lehren. Von 1844 bis 1856 erhielt Grünwald das offizielle Rabbinat in Freudental.
Mayer erhielt sein bescheidenes Gehalt von 200 Gulden jährlich als Pension ausgezahlt. In Ritualfragen konsultierten ihn die Gemeindemitglieder weit häufiger als Rabbiner Grünwald. Mayer galt als einer der beiden Schüler, die Adler in die Geheimnisse der Kabbala eingeweiht hatte, als Wundertäter. Laut Überlieferung soll er einen Brand in Freudental gelöscht haben. Mayer habe ein „Beckenlaible“ (ein Brot) in das Feuer geworfen und gesprochen, dass es genug gebrannt habe. In konservativen Kreisen waren seine Lehrentscheidungen „hoch geachtet“ und er war als RIBAM eine weithin bekannte „rabbinische Autorität“.
Joseph Mayer Schnaittach starb am 31. Mai 1861 in Freudental. 27 Jahre nach seiner Entlassung. Die Allgemeine Zeitung des Judentums erwähnte, dass er „ein tüchtiger Talmudist und auch in den externen Wissenschaften nicht unerfahren“ war. Sein handschriftlicher Nachlass war umfangreich. Die Ergebnisse der Forschungen Mayers zu Talmud sowie Religionscodices und die religiösen Gutachten auf die an ihn gerichteten Anfragen wurden posthum veröffentlicht. Ein Stiefsohn hatte die „wertvollen“ Manuskripte gesammelt und 1883 an einen Verleger in Galizien verkauft.

## Grabsteine
In Freudental sind die Mazewot des Rabbiners und seiner zweiten und dritten Ehefrau erhalten. Die erste Frau starb noch in Braunsbach.
- Ella, geb. Levi, gestorben am 13. März 1846: Grab Nr. 98[3]
- Sara; geb. Levi, gestorben am 2. Juni 1881: Grab Nr. 248[4]
- Joseph Mayer Schnaittach: Grab Nr. 153

Mayers Grabstein ist 190 Zentimeter hoch und 62 Zentimeter breit. Symbole sind das Beschneidungsmesser und das Schofar. Die Inschrift rühmt ihn als „großen, heiligen Rabbiner und Kabbalist“ sowie „Pracht und Zier unserer Gemeinde, das Vorbild der Generation“.

## Schriften
- Sefär Še’eloth uthešuvoth RI-BaM Šeneyt. och. Samuel Berlheim (Hrsg.), Radomyśl bei Dębica 1890.
- Sefär ’Ohäl Yosef Šena’t. ich [Šenet. ich]. Kommentar zu Eccl. Krakau 1904.